# Nevermore
Nevermore so ameriška progresive metal skupina iz Seattla, ustanovljena leta 1999 iz power metal skupine Sanctuary.

## Zasedba

### Sedanji člani
- Warrel Dane - vokal (1991-)
- Jeff Loomis - kitara (1991-)
- Steve Smyth - kitara (2004-)
- Jim Sheppard - bas kitara (1991-)
- Van Williams - bobni (1994-)

### Nekdanji člani
- Mark Arrington - bobni (1991-1994)
- Pat O'Brien - kitara(1994-1996)
- Tim Calvert - kitara(1997-2000)
- Chris Broderick - kitara(2006, začasno)
- James MacDonough - bas kitara (2006, začasno)

## Diskografija
- Utopia (demo, 1992)
- Demo 1994 (demo, 1994)
- Nevermore (1995)
- In Memory (EP, 1996)
- The Politics of Ecstasy (1996)
- Dreaming Neon Black (1999)
- Dead Heart in a Dead World (2000)
- Believe In Nothing (singel, 2000)
- Enemies of Reality (2003, remixed 2004)
- This Godless Endeavor (2005)